# Congregazione di Nostra Signora della Speranza
La Congregazione di Nostra Signora della Speranza è una comunità di monaci cattolici benedettini fondata nel 1966 a Croixrault, nel dipartimento della Somme, da padre Henri-Marie Guilluy, monaco benedettino dell'abbazia di San Paolo a Wisques. La sua particolarità è l'accogliere anche monaci disabili e malati.

## La vocazione della congregazione
La particolarità di questa congregazione monastica è che i monaci in buona salute condividono la loro vita con i monaci con disabilità "in modo che i forti desiderino fare di più e i deboli non fuggano" (Regola di San Benedetto 64,19).
L'obiettivo del fondatore, padre Henri-Marie Guilluy (1911 - 2008), monaco benedettino dal 1935, era rendere la vita monastica benedettina alla portata di tutti, sani e disabili, per consentire a questi ultimi di diventare monaci a tutti gli effetti e di seguire la regola di san Benedetto nella misura in cui è possibile per loro.
La congregazione è stata ufficialmente riconosciuta dallo Stato nel 1977. Nata come "pia unione", il 2 febbraio 1984 è stata riconosciuta come congregazione di diritto diocesano da monsignor Géry-Jacques-Charles Leuliet, vescovo di Amiens. Dal 29 settembre 1990 è associato all'Ordine di San Benedetto.

## Spiritualità
La regola seguita è quella di San Benedetto, "semplificata per quanto riguarda l'accessorio per adattarla alle possibilità fisiche dei membri, ma integrale rispetto all'essenza" (Libro della vita).
Nello spirito di padre Charles de Foucauld e per essere in grado di portare un'autentica testimonianza di povertà evangelica, questi monaci si sforzano di vivere con il prodotto del loro lavoro manuale. Inoltre, in ogni comunità, gli edifici devono essere modesti e l'arredamento molto semplice.
Anche il "piccolo sentiero", seguito e descritto da Santa Teresa di Lisieux, è al centro della spiritualità di questa congregazione.

## Case dell'ordine
- Priorato di Notre-Dame d'Espérance di Croixrault, casa madre e generalizia della congregazione
- Priorato di Saint-Baptiste a Échourgnac, fondato nel 1969
- Priorato di Notre-Dame des Champs al Mas de Bouchaud ad Arles, fondato nel 1975 (noviziato della congregazione)
- Abbazia-Priorato di Notre-Dame de la Grainetière a Herbiers, fondata nel 1979
- Priorato Saint-Benoît a Chérence, fondato nel 1986
- Priorato di Notre-Dame de Montcy-Saint-Pierre a Charleville-Mézières, fondata nel 1990
- Priorato di Sainte-Bernadette a Montaut, fondato nel 1990
- Priorato di Sainte-Claire a Martigny, fondato nel 1992
- Priorato di Notre-Dame-de-Primecombe a Fontanès, fondato nel 1997
- Priorato di Saint-François-de-Sales a Evian, fondato nel 1997